# Dub (Czarnogóra)
Dub (cyr. Дуб) – wieś w Czarnogórze, w gminie Kotor. W 2011 roku liczyła 304 mieszkańców.